# Juan José García Santos
Juan José García Santos, más conocido como Juanjo (Toledo, 11 de septiembre de 1945-León, 23 de mayo de 1987) fue un futbolista y entrenador de fútbol español.

## Biografía
Natural de Toledo, su trayectoria como futbolista fue modesta. Se formó en la cantera del Real Madrid, llegando a jugar en su equipo de aficionados. Militó posteriormente en el Carabanchel, Gimnástica Segoviana, Real Ávila, Rayo Vallecano, Reyfra Atlético, Real Avilés y Urbis de Moratalaz. Se retiró a los 26 años, a causa de una lesión.
Hacia 1976 se incorporó como entrenador en el fútbol base del Real Madrid, ejerciendo como técnico de los juveniles, de los aficionados y finalmente, a partir de 1979, del Castilla Club de Fútbol. Con el Castilla consiguió alcanzar la final de la Copa del Rey 1979-80, disputada contra el primer equipo del Real Madrid.
Pasó posteriormente por el Rayo Vallecano, el CD Tenerife, el Real Jaén y la Cultural Leonesa. Falleció en León el 23 de mayo de 1987, tras haber conseguido apenas unos días antes el ascenso a Segunda División B con el conjunto leonés.